# Hernán Venegas Carrillo
Hernán Venegas Carrillo Manosalvas (Còrdova, ca. 1513 - Santa Fe de Bogotá, 2 de febrer de 1583) fou un conquistador espanyol que va participar en la conquesta espanyola del Muisca i del Panche en el regne de Nova Granada, actualment Colòmbia. Fou alcalde de Santa Fe de Bogotá al llarg de dos terminis; el 1542 i de 1543 fins a 1544. Entre els dos termes, el càrrec va ser omplert per Juan de Céspedes. El conquistador Pedro Fernández de Valenzuela era el seu cosí. En total, Hernán Venegas Carrillo va tenir dotze fills, quatre amb Magdalena de Guatavita, la germana del darrer zipa Sagipa i vuit amb la seva segona muller, Juana Ponce de León y Figueroa, filla del governador de Veneçuela Pedro Ponce de León. Venegas Carrillo és enterrat en la Catedral de la Immaculada Concepció de Bogotá, ubicada a la Plaça de Bolívar, en el centre de la capital colombiana.

## Vida personal

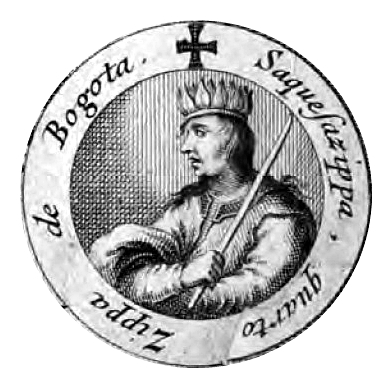
Sagipa fou el primer fillastre d'Hernán

Hernán Venegas Carrillo va néixer a Córdoba, Andalusia, al voltant de 1513. Els seus pares eren Diego Ruiz Venegas Manosalvas i Inés Venegas. Es va  casar dues vegades; primer amb Magdalena de Guatavita, la germana de Sagipa (també anomenat Zaquezazipa), el darrer Muisca zipa. Aquest va ser un dels primers casaments mestís fets en el Nou Regne de Granada amb qui va tenir quatre fills; María, Alonso, Isabel i Fernán Venegas. Després de la mort de la seva dona Muisca, es va casar amb Juana Ponce de León amb qui va tenir  vuit fills més; Maria, Alonso, Pedro, Luis, Francisco, Juana, Isabel i Inés Venegas Ponce de León. La seva filla Maria Venegas Carrillo Ponce de León va morir a Pamplona, Norte de Santander. Alonso, el seu fill amb Magdalena de Guatavita, va matar el seu company conquistador Gonzalo García Zorro en un duel el 1566.

## Biografia

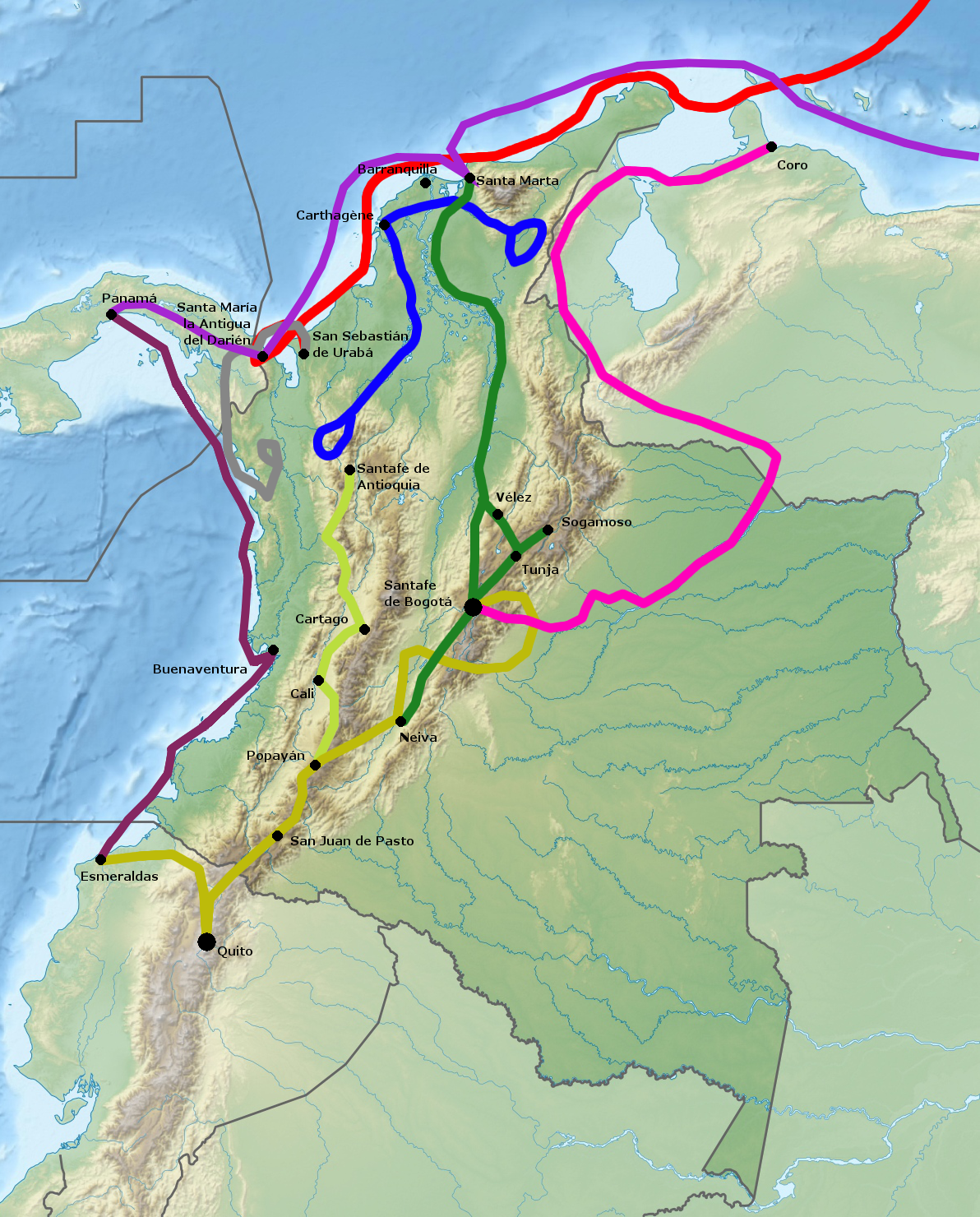
Hernán Venegas Carrillo fou un membre de l'expedició principal des de la ciutat costanera del Carib Santa Marta fins al cor dels Andes Colombiàns, mostrat en green

Hernán Venegas Carrillo va embarcar en un vaixell de vel des de Sevilla, Espanya cap al Nou Món Nou, probablement el  1533 en l'empresa de Juan del Junco. Fou un del conquistadors que va participar en l'expedició esgotadora des de Santa Marta al mar Carib fins a la Confederació Muisca de l'Altiplà cundiboyacense.
El 1541, va rebre la propietat de les comanadories de Guatavita, Gachetá, Chipaleque, Pausa, Tuala, Tuaquira, Suba, Tocancipá, Gachancipá, Gachacá, Unta, Turmequé i Itencipá. El 1542 i de 1543 a 1544, Hernán Venegas Carrillo fou l'alcalde, en aquell temps anomenat encomendero, de Bogotá.
El 20 de març de 1544, Venegas Carrillo va fundar la ciutat de Tocaima. Va ser enviat a l'est per Alonso Luis de Lugo. Tocaima es va convertir en una de les ciutats més riques en el nou regne de Nova Granada.
El 1547, fou enviat a Espanya i retornat l'any següent al Nou Regne de Granada. Va fer múltiples viatges de tornada a Europa i en un d'ells es va casar amb Juana Ponce de León y Figueroa, filla del governador de Veneçuela Pedro Ponce de León. La seva muller el va acompanyar el 1569 a Bogotá. Va morir el 2 de febrer de 1583 a Bogotá. Els seus fills foren els encomenderos de Guatavita, Gachetá, Chipasaque (avui Junín), Tausa, Suba i Gachancipá. Hernán Venegas Carrillo és enterrat en el Primatial Catedral de Bogotá. Una escola va ser fundada el 1958 a Tocaima, anomenada amb el seu nom.

## Conquesta feta per Hernán Venegas Carrillo
| Nom, (en negreta va ser fundat) | Departament  | Data      | Any  | Notes  | Mapa |
| ------------------------------- | ------------ | --------- | ---- | ------ | ---- |
| Bituima                         | Cundinamarca | 15 August | 1543 | [ 15 ] |      |
| Chaguaní                        | Cundinamarca |           | 1543 | [ 16 ] |      |
| Apulo                           | Cundinamarca | 5 gener   | 1544 | [ 17 ] |      |
| Tocaima                         | Cundinamarca | 20 March  | 1544 | [ 18 ] |      |